# معبد الغويطة
معبد الغويطة أو معبد قصر الغويطة من المعابد الأثرية يقع في جنوب مدينة الخارجة بمحافظة الوادي الجديد. يقع علي بعد 3 كيلومترات علي طريق الخارجة - باريس .حيث ان موقع المعبد مرتفع فهو مرتفع عن سطح الأرض يمكن رؤية الجبال والرمال والخضرة.المعبد يوجد فيه الفترات الزمنية التي مرت به الواحات في العصور القديمة.

## أجزاء المعبد

### الفارسي
- يشمل محتويات من الأسرة الفارسية 27 حيث وجد محتويات خاصة بالملك دارا الأول حيث وجدت خراطيش لملك في قدس الأقداس.

### البطالمة
- يشمل محتويات من عصر البطالمة محتويات خاصه بالملك بطليموس الثالث ( يورجتيس ) وبطليموس الرابع ( فليوباتر) وبطليموس التاسع ( سوتر الثانى ) وتم التعرف علي الملوك من خلال نقوش المعبد الشاملة لأسماء الملوك، ووجد خراطيش تشمل أسماء الملوك
- وجد منظر غير مكتمل على أحد الجدران للملك بطليموس العاشر ( الكسندر الأول ).

## البناء
- يرجع بناء المعبد المملكة المصرية الوسطى ويوجد بعض المعلومات التي تشير إلي ان بناء المعبد يرجع إلي عصر الملك أحمس الثاني عصرالأسرة السادسة والعشرون.
- يعتبر حصن أثرى على ربوة مرتفعة لمراقبة الطريق درب الأربعين التجارى بين نهر النيل عند أسيوط وحتى دارفور في السودان، ويحيط بتلك القلعة سور كبير جدا بجدران عريضة منعا للنقب والتخريب أثناء محاصرة العدو القلعة وحصن لحماية من بداخل القلعة، كان بارتفاع 10 أمتار، ويمكن مشاهدته حتى الآن، وأعلي القلعة ممشى للجنود لتأمين القلعة، ويوجدحتي الآن بقايا للسلم المستخدم لصعود الجنود إلى الممشى.